# 百名バスターミナル

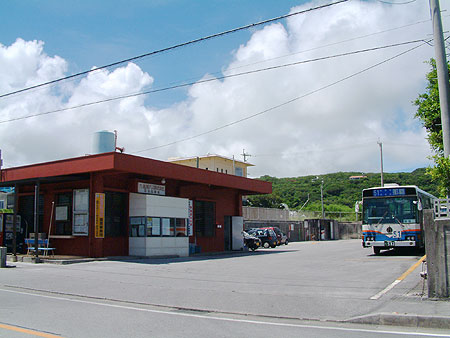
百名バスターミナル（琉球バス時代に撮影）

百名バスターミナル（ひゃくなバスターミナル）は、沖縄県南城市玉城字百名772-1にある琉球バス交通のバスターミナルである。
50番・百名（東風平）線、51番・百名（船越）線の2路線が発着し、ほとんどのバスが始終着となっている。また、バスターミナルの面する道路に「百名バスターミナル前」バス停があり、南城市コミュニティバス「Nバス」はここを発着する。

## 構造
- 琉球バス交通百名営業所が設置されている。
- 乗車ホームが1線あり、待合所は事務所側にある。

## 発着路線

### バスターミナル構内のりば
| 番号 | 路線             | 主な経由地（括弧内は一部の便のみが経由）                           | 行先                             | 運行会社     |
| ---- | ---------------- | ------------------------------------------------------------------ | -------------------------------- | ------------ |
| 50   | 百名（東風平）線 | 港川・具志頭・東風平・国場・古波蔵・開南（壺川・バスターミナル前） | 那覇バスターミナル（琉銀本店前） | 琉球バス交通 |
| 51   | 百名（船越）線   | 船越・目取真・稲嶺十字路・国場・古波蔵・開南                       | 那覇バスターミナル               | 琉球バス交通 |

### 百名バスターミナル前 バス停（志喜屋・富里向け）
| 系統  | 系統 | 路線               | 主な経由地（括弧内は一部の便のみが経由）                                                 | 行先               | 運行会社                   |
| ----- | ---- | ------------------ | ---------------------------------------------------------------------------------------- | ------------------ | -------------------------- |
| 50    | 50   | 百名（東風平）線   | 港川・具志頭・東風平・国場・古波蔵・開南                                                 | 那覇バスターミナル | 琉球バス交通               |
| Nバス | A2   | 百名・知念・佐敷線 | （新原ビーチ）・志喜屋・知念・斎場御嶽・（安座真港）・佐敷・馬天・（沖縄メディカル病院） | 南城市役所         | 沖縄バス（南城市から受託） |
| Nバス | D1   | 玉城東回り線       | 富里・奥武島・（玉城こども園）・親慶原入口                                               | 南城市役所         | 沖縄バス（南城市から受託） |

### 百名バスターミナル前 バス停（親慶原・南城市役所向け）
| 系統  | 系統 | 路線                         | 主な経由地                 | 行先       | 運行会社                   |
| ----- | ---- | ---------------------------- | -------------------------- | ---------- | -------------------------- |
| Nバス | A1   | 佐敷・知念・百名線           | 百名・仲村渠・垣花・親慶原 | 南城市役所 | 沖縄バス（南城市から受託） |
| Nバス | D2   | 玉城東回り線（向陽高校経由） | 百名・仲村渠・垣花・親慶原 | 南城市役所 | 沖縄バス（南城市から受託） |
| Nバス | F3   | 玉城一周線（玉泉洞経由）     | 百名・仲村渠・垣花・親慶原 | 南城市役所 | 沖縄バス（南城市から受託） |

## 百名営業所の管轄路線

### 現行路線
- 50番・百名（東風平）線
- 51番・百名（船越）線
- 83番・玉泉洞線

### 廃止された路線
- 52番・奥武線
- 53番・志喜屋線

## 隣のバス停
50番（当バスターミナル発着便）・51番
百名バスターミナル - カチャ原
50番（南城市役所始発便）・NバスA2ルート・NバスD1ルート
百名 → 百名バスターミナル → カチャ原
NバスA1ルート・NバスD2ルート・NバスF3ルート
カチャ原 → 百名バスターミナル前 → 百名

座標: 北緯26度08分23.1秒 東経127度47分21.1秒 / 北緯26.139750度 東経127.789194度